# Bernardo Silva
Bernardo Mota Veiga de Carvalho e Silva (* 10. srpna 1994 Lisabon), známý jako Bernardo Silva, je portugalský profesionální fotbalista, který hraje na pozici ofensivního záložníka či křídelníka za anglický klub Manchester City FC a za portugalský národní tým.

## Klubová kariéra
S Benfikou získal v sezoně 2013/14 domácí treble (titul v lize, poháru i ligovém poháru).
V lednu 2015 přestoupil za částku 15,75 milionu eur do AS Monaco, kde vyhrál v sezóně 2016/17 Ligue 1. Po úspěšné sezóně přestoupil do anglického Manchesteru City.

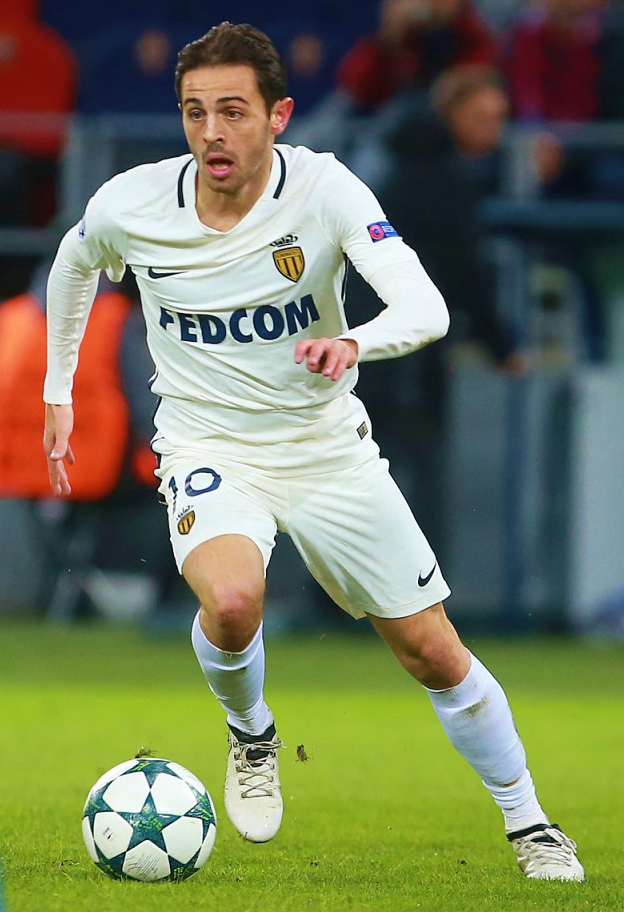
V dresu AS Monaco

### Manchester City

#### Sezóna 2017/18
Během zahajovacího kola Premier League si odbyl debut, poté co jej trenér Guardiola poslal na hřiště na poslední minuty střetu proti Brightonu dne 12. srpna 2017.
První gól za anglický klub vsítil 14. října jako „žolík“ (střídající hráč) proti Stoke City při výhře 7:2 na domácí půdě stadionu Etihad.
Další týden se vymanil z role náhradníka a poprvé prožil ligový zápas jako hráč v základní sestavě.
Proti Burnley 21. října byl v prvním poločase za stavu 0:0 faulován brankářem Nickem Popem a jeho tým se po proměněné penaltě, kterou kopl Sergio Agüero, dostal do vedení. Silvův dramatický pád v pokutovém území si vysloužil kritiku trenéra Burnley Seana Dycheho.
Manchester City zvítězil 3:0 a zůstal jediným neporaženým týmem anglické ligy.
Sean Dyche okomentoval jeho pád následujícími slovy: „Opravdu mě ohromilo, kam až doletěl. Kdybych na zahradě takto kopl do svého dítěte, nemyslím si, že by tak spadl“.
V únoru 2018 vstřelil svůj první gól v Lize mistrů za Citizens v prvním zápase osmifinále proti Basileji. Anglický klub vyhrál 4:0 a nakonec postoupil do čtvrtfinále. Silva patřil k nejlepším hráčům svého mužstva společně s İlkayem Gündoğanem.
Začátkem března byl jediným na střelecké listině utkání mezi domácími Citizens a hostující Chelsea, čímž mužstvo znovu přiblížil k mistrovskému titulu.
Snažení klubu při rekordní stobodové sezóně podpořil účastí ve 53 utkáních, což bylo nejvíce z celého mužstva, vstřelil devět gólů a na dalších jedenáct nahrál.

#### Sezóna 2018/19
Na konci dubna 2019 byl jedním ze šesti fotbalistů City zahrnutých v nejlepší sestavě sezóny vyhlášené PFA, tedy svazem fotbalových profesionálů.

#### Sezóna 2019/20
Při výhře 8:0 nad Watfordem 21. září 2019 vstřelil hattrick.
V říjnu byl nominován na Zlatý míč společně s dalšími dvěma fotbalisty z Portugalska, Cristianem Ronaldem a Joãem Félixem. Seznam nominovaných čítal 30 hráčů.

#### Sezóna 2020/21
Ve třetím kole Poháru FA dne 10. ledna 2021 se dvakrát zapsal mezi střelce při výhře 3:0 proti druholigovému Birminghamu.
Až v 79. minutě vstřelili Citizens zásluhou Silvy první gól zápasu s Aston Villou 20. ledna, aby nakonec vyhráli 2:0 a poprvé v probíhající ligové sezóně se na několik hodin chopili první příčky.
Silva 24. února vstřelil hlavou úvodní gól osmifinále Ligy mistrů proti Borussii Mönchengladbach a přidal asistenci na druhý gól při domácí výhře 2:0 v prvním ze dvou duelů.
Manchester City poprvé dokráčel do finále Ligy mistrů a Silva byl 29. května 2021 členem základní sestavy, která měla čelit Chelsea. Prezentoval se snaživým presinkem, přesto byl jeho celkový výkon médii hodnocen jako průměrný.
Odehrál 64 minut, poté byl střídán Fernandinhem.
Finále po výhře 1:0 opanovala Chelsea.

#### Sezóna 2021/22
Na srpnové tiskové konferenci zmínil trenér Guardiola Silvu jako jednoho z hráčů, kteří jsou na odchodu. O v Manchesteru údajně nespokojeného hráče mělo zájem například Atlétiko Madrid, portugalský univerzál nakonec setrval. Na hřišti Leicesteru 11. září rozhodl gólem o výhře 1:0 a byl zvolen hráčem zápasu. Na úvodní prohru 0:3 na půdě Tottenhamu, při které Silva chyběl, zareagoval tým třemi ligovými výhrami v řadě. Zářijové výkony v zápasech s Leicesterem a Chelsea (též výhra 1:0) mu přisoudily klubové ocenění hráče měsíce za daný měsíc.
Povedené období neustalo ani v říjnu, například v zápasech Premier League s Liverpoolem (venkovní remíza 2:2) a Brightonem (výhra 4:1 venku). Dne 16. října vstřelil první gól posléze vítězného domácího zápasu s Burnley a opět byl zvolen hráčem zápasu podle BBC. Klubové ocenění hráče měsíce jej v říjnu neminulo. Ač Manchesterské derby v předešlých čtyřech zápasech ligy nemělo za vítěze Manchester City, byla tato série 6. listopadu přerušena výhrou 2:0 vlastním gólem Erica Baillyho a druhým Silvovým gólem. Toho korespondent The Guardian David Hytner označil za „excelentního“.
Po listopadovém vítězném zápase Ligy mistrů proti Paris Saint-Germain výsledkem 2:1 si vysloužil slova chvály od trenéra Guardioly, který Silvu označil za „neopomenutelného“. V zápase hraném 24. listopadu rozdal 47 přesných přihrávek aniž by minul a si připsal si asistencí na vítězný gól Gabriela Jesuse. Ze skupiny dále složené z týmů Lipska a Brugg postoupil manchesterský tým z první příčky do osmifinále. Bývalý anglický fotbalista Owen Hargreaves označil Silvu za jednoho z nejpodceňovanějších hráčů, který „dělá každý tým lepším“. Za měsíc listopad si odnesl svoji třetí cenu pro hráče měsíce v řadě, poté co uspěl v internetovém hlasování klubových příznivců.
V ligovém zápase 15. kola 4. prosince proti Watfordu vstřelil dva góly a podepsal se pod výhrou 4:1.

## Reprezentační kariéra
Reprezentoval Portugalsko v mládežnických výběrech U19 a U21.

Trenér Rui Jorge jej nominoval na Mistrovství Evropy hráčů do 21 let 2015 konané v Praze, Olomouci a Uherském Hradišti, kde získal s portugalským týmem stříbrné medaile po finálové porážce se Švédskem.
31. března 2015 debutoval v A-týmu portugalské reprezentace v přátelském utkání v Estorilu proti národnímu týmu Kapverd (porážka 0:2).
Silvovo zranění v závěru ročníku 2015/16 mu znemožnilo startovat na Mistrovství Evropy, trenér
Fernando Santos tak vložil důvěru v Renata Sanchese.
Portugalsko se nakonec stalo vítězem.
Během červnového finálového turnaje Ligy národů UEFA 2018/19 odehrál obě utkání, ve kterých Portugalsko zvítězilo a stalo se vítězem premiérového ročníku. Individuálními výkony si zasloužil ocenění „Hráče turnaje“.
V roce 2021 byl zahrnut v nominaci trenéra Santose na Mistrovství Evropy. Obhajující Portugalsko oplývalo několika ofenzivními hvězdami a i v jejich konkurenci se Bernardo Silva propasoval do základní sestavy, na druhou stranu se národní tým ocitl ve „skupině smrti“ společně s Francií, Německem a Maďarskem. Santos vsadil na ofenzivní trio složené z Dioga Joty na levém křídle, Cristiana Ronalda na hrotu a Bernarda Silvy na křídle pravém. Portugalsko ze skupiny postoupilo, na Belgii v osmifinále však nestačilo. Ačkoliv Silva startoval ve všech čtyřech zápasech turnaje, pokaždé byl vystřídán.
V listopadu a prosinci roku 2022 se představil na Mistrovství světa, které uspořádal Katar. Pro trenéra Santose byl nadále jistou volbou při skládání základní sestavy. V úvodním skupinovém utkání proti Ghaně dne 24. listopadu pomohl vyhrát 3:2. Náležela mu tvůrčí role a volnost, vystřídán byl až v závěrečných minutách Joãem Palhinhou. Portugalsko si o čtyři dny později zajistilo postup do osmifinále, poté co porazilo 2:0 Urugayi. V osmifinále odehraném 6. prosince byl na hřišti při výhře 6:1 nad Švýcarskem. Národní mužstvo se do čtvrtfinále probojovalo potřetí v historii a navázalo na roky 1966 a 2006.

## Úspěchy
Klubové
Benfica Lisabon
- 1× vítěz portugalské ligy Primeira Liga – 2013/14
- 1× vítěz domácího poháru Taça de Portugal – 2013/14
- 1× vítěz ligového poháru Taça da Liga – 2013/14

AS Monaco
- 1× vítěz Ligue 1 – 2016/17

Manchester City
- 6× vítěz Premier League – 2017/18, 2018/19, 2020/21, 2021/22, 2022/23, 2023/24
- 1× vítěz FA Cupu – 2018/19
- 4× vítěz EFL Cupu – 2017/18, 2018/19, 2019/20, 2020/21
- 2× vítěz Community Shieldu – 2018, 2019

Reprezentační
Portugalská reprezentace U21
- 1× finalista Mistrovství Evropy hráčů do 21 let – 2015

Portugalská reprezentace
- 1× vítěz Ligy národů UEFA – 2018/19

Individuální
- Tým roku Ligue 1 podle UNFP – 2016/17[42]
- Nejlepší sestava sezóny Premier League podle PFA – 2018/19[12]
- Nejlepší hráč turnaje finálového turnaje Ligy národů UEFA – 2018/19[36]
- Hráč měsíce Ligue 1 podle UNFP – leden 2017[43]

Zdroj: